# Urothoides mammarta
Urothoides mammarta is een vlokreeftensoort uit de familie van de Urothoidae. De wetenschappelijke naam van de soort is voor het eerst geldig gepubliceerd in 1979 door Barnard & Drummond.